# Ku (Japan)

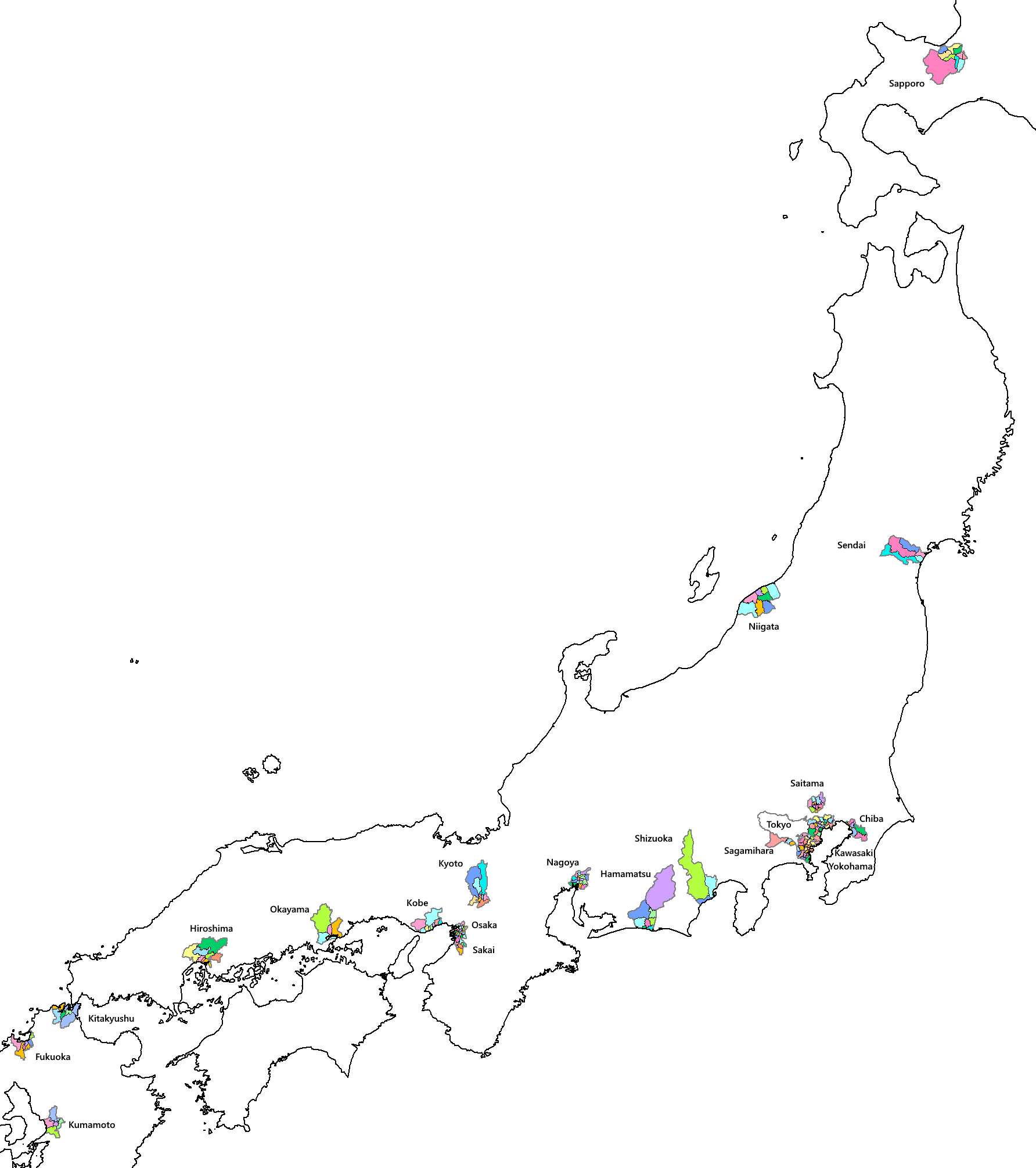
ku in Japan (außer Hokkaidō)

Ein Ku (japanisch 区), oft als Stadtbezirk übersetzt, ist eine Verwaltungseinheit in einigen Großstädten in Japan, die dem englischen Borough (grob „Gemeinde, Bezirk“) nahekommt.
Ku bilden die Unterteilung von derzeit (1. April 2009) 18 staatlich designierten Großstädten (seirei shitei toshi) mit mehr als 500.000 Einwohnern. Diese shi entstanden oft erst im 20. Jahrhundert durch administrative Zusammenlegung mehrerer zuvor unabhängiger Gemeinden und Städte, die zusammengewachsen waren. Die alten Gemeinden leben mit mehr oder weniger großen territorialen Anpassungen in den Ku weiter. 
Die Ku sind lokale Verwaltungseinheiten, die durch die Gemeindeverwaltung direkt gesteuert werden. Ihnen sind Verwaltungsfunktionen wie das Führen des Einwohnerregisters (Koseki, also standesamtliche Funktionen), Krankenversicherung und Vermögensteuer übertragen. Viele Ku haben eigene Einwohnerorganisationen, die verschiedene Aufgaben ausführen, aber keine eigenen Befugnisse haben.

## Historischeku
Zu Anfang der Meiji-Zeit 1871 wurde ein „System von großen Bezirken und kleinen Bezirken“ (大区小区制, daiku-shōku-sei) angewandt, bei dem die Präfekturen in „große Bezirke“ (daiku) und diese wiederum in „kleine Bezirke“ (shōku) unterteilt wurden.
Mit dem 1878 erlassenen Gun-ku-chō-son-hensei-hō (郡区町村編制法, „Gesetz über die Organisation von Landkreisen, Bezirken, Städten und Dörfern“) wurden nur noch urbane Gebiete als ku bezeichnet. Tokio, Kyōto und Osaka bestanden aus mehreren solcher ku (Tokio aus 15 Bezirken, Ōsaka aus Kita-ku, Higashi-ku, Minami-ku und Nishi-ku, sowie Kyōto aus Kamigyō-ku und Shimogyō-ku). Diese Städte besaßen aber keine Stadtverwaltung, sondern wurden von der jeweiligen Präfektur (Tokio-fu, Kyōto-fu und Ōsaka-fu) direkt regiert und waren damit keine eigenständigen Verwaltungseinheiten. Folgende Großstädte waren ebenfalls als ku organisiert: Nagoya, Kanazawa, Hiroshima, Wakayama, Yokohama, Sendai, Sakai, Fukuoka, Kumamoto, Kōbe, Niigata, Okayama, Nagasaki, Hakodate, Fushimi, Akamagaseki (Shimonoseki) und Sapporo. Mit der Einführung des modernen Gemeindewesens zum 1. April 1889 wurden diese ku – mit Ausnahme von Fushimi dem 1881 der ku-Status aberkannt wurde und dem Sonderfall Sapporo – zu shi umgewandelt, sowie die shi Tokio, Kyōto und Osaka geschaffen denen deren ku untergeordnet waren.
Ausnahmen gab es in der Präfektur Okinawa und Hokkaidō, bei denen auch später gebildete Großstädte noch als ku bezeichnet wurden: auf Okinawa zwischen 1896 und 1921 Naha und Shuri und auf Hokkaidō zwischen 1899 und 1922 Asahikawa, Hakodate, Kushiro, Muroran, Otaru und erneut Sapporo. Diese wurden anschließend ebenfalls zu shi.

## Ehemalige Stadtbezirke Tokios
Auch Tokio war bis 1943 eine eigenständige Großstadt und war in zuletzt 35 Ku unterteilt (siehe Bezirke Tokios). Nach der Auflösung der Stadt Tokio blieben die Bezirke bestehen und unterstanden nun direkt der Präfektur Tokio. 1947 erhielten sie als tokubetsu-ku („Spezialbezirke“) eine Sonderform, der ihnen quasi den Status eigenständiger Gemeinden verleiht, sie überlassen aber weiterhin einige Aufgaben wie Wasserversorgung oder Feuerwehr der Präfektur.
Im Sinne des Artikels 93 der Verfassung wurden sie lange nicht als eigenständige Gebietskörperschaften angesehen: Das dort fixierte Recht, eigene Kommunalparlamente (mit Legislativ- und Steuerbefugnissen) und Bürgermeister zu wählen wurde ihnen stattdessen vom Parlament gewährt. Die Bürgermeister wurden nur bis 1952 und ab 1975 direkt gewählt. Erst im Jahr 2000 erhielten die Tokioter Bezirke in einer Reform den formalen Status als „besondere Gebietskörperschaften“ (特別地方公共団体, tokubetsu chihō kōkyō dantai) im Sinne des „Gesetzes über lokale Selbstverwaltung“ und damit als Kommunen (kiso-teki (na) chihō kōkyō dantai, wörtl. „grundlegende Gebietskörperschaften“: Shi, Machi, Mura) Damit verbunden war ein größeres Maß an finanzieller Autonomie, und sie übernahmen weitere kommunale Aufgaben, z. B. die Abfallentsorgung, von der Präfektur.